# Oussama Oueslati
Oussama Oueslati, född den 24 mars 1996 i Tunisien, är en tunisisk taekwondoutövare.
Han tog OS-brons i mellanviktsklassen i samband med de olympiska taekwondotävlingarna 2016 i Rio de Janeiro.